# PowerBook G4
Il PowerBook G4 è un notebook prodotto da Apple Inc. dal 2001 al 2006, sostituisce il PowerBook G3 ed è stato sostituito dal MacBook Pro.
Si basa sul processore PowerPC G4 nelle sue versioni 7410, 7450, 7447, 7447A e 7447B.

## Versioni

### Titanium
La prima generazione di PowerBook G4 è stata annunciata da Steve Jobs durante il keynote al MacWorld Expo nel gennaio 2001. Era caratterizzato da una struttura in titanio. Era spesso solo 2.6 centimetri, quasi 2 centimetri in meno del suo predecessore il PowerPC G3. L'unità ottica poteva essere un lettore di DVD o CD con inserimento orizzontale, senza cassettino.
La linea dei PowerBook è stata aggiornata varie volte per includervi caratteristiche come la porta Ethernet Gigabit, il connettore DVI o il masterizzatore DVD. L'ultima versione è stata messa in commercio nel novembre del 2002 ed era caratterizzata da processori con frequenze comprese tra 867 e 1000 MHz.

#### Inizio 2001
Era dotato un processore PowerPC G4 funzionante a 400 o 500 MHz.

### Aluminum
La seguente generazione venne presentata nell'aprile del 2004, e consisteva in tre modelli: il 12", 15" e il 17". Tutti i modelli erano caratterizzati da una nuova struttura in alluminio infatti venne soprannominato AluBook. In America i nuovi PowerBook vennero pubblicizzati con una simpatica pubblicità interpretata da Yao Ming e Verne Troyer. Il 17" è stato presentato come il portatile più leggero e sottile disponibile sul mercato con uno schermo di quelle dimensioni. Il processore è disponibile a frequenze di 1.33 GHz o 1.5 GHz. Può montare da 256 MB fino a 2 GB di memoria RAM. Gli hard disk sono disponibili in tagli da 60 o 80 GB e le schede grafiche disponibili sono la nVidia GeForce FX Go5200 e la ATI Technologies Radeon 9700 Mobility.

#### Inizio 2005
Una nuova generazione venne presentata nel gennaio del 2005 e consisteva in un miglioramento dei processori installati, della memoria di base e di alcune tecnologie installate come per esempio l'adozione del Bluetooth 2 e di una tecnologia di protezione dell'hard disk.

#### Fine 2005
L'ultima generazione è stata presentata il 19 ottobre 2005 e prevede un netto miglioramento nella risoluzione degli schermi LCD dei modelli da 15 e 17 pollici, che passano da 1280 × 854 a 1440 × 960 (modello da 15") e da 1440 × 900 a 1680 × 1050 (modello 17"); una maggiore autonomia della batteria, l'adozione del Superdrive come standard su tutti i modelli (Dual Layer per i modelli da 15" e 17"), un miglioramento della memoria video (ora 128 MB standard anche sul modello da 15 pollici), l'adozione delle RAM DDR2 (sui modelli 15" e 17") e dischi rigidi più capienti (fino a 120 GB) o più veloci (fino a 7200 rpm). Le frequenze operative dei processori PowerPC G4 restano invariate (1,5 GHz per il 12" e 1,67 GHz per il 15" e il 17").

## Lista dei modelli
| Modello                | PowerBook G4 Titanium                                        | PowerBook G4 Titanium Gigabit Ethernet                       | PowerBook G4 Titanium DVI                                 | PowerBook G4 Titanium 1 GHz/867 MHz                         | PowerBook G4 12.1"                                          | PowerBook G4 17"                                            |
| ---------------------- | ------------------------------------------------------------ | ------------------------------------------------------------ | --------------------------------------------------------- | ----------------------------------------------------------- | ----------------------------------------------------------- | ----------------------------------------------------------- |
| Presentazione          | gennaio 2001                                                 | ottobre 2001                                                 | aprile 2002                                               | novembre 2002                                               | gennaio 2003                                                | gennaio 2003                                                |
| Dismissione            | ottobre 2001                                                 | luglio 2002                                                  | novembre 2002                                             | settembre 2003                                              | settembre 2003                                              | settembre 2003                                              |
| Costo                  | 2450 $ (10 GB) 2950 $ (30 GB)                                | 2199 $ (20 GB) 2999 $ (30 GB) 3599 $ (48 GB)                 | 2499 $ (30 GB) 3199 $ (40 GB)                             | 2299 $ (40 GB) 2999 $ (60 GB)                               | 1799 $                                                      | 3299 $                                                      |
| CPU                    | PowerPC 7400                                                 | PowerPC 7450                                                 | PowerPC 7455                                              | PowerPC 7455                                                | PowerPC 7455                                                | PowerPC 7455                                                |
| Frequenza CPU          | 400 MHz 500 MHz                                              | 550 MHz 667 MHz                                              | 667 MHz 800 MHz                                           | 867 MHz 1000 MHz                                            | 867 MHz                                                     | 1 GHz                                                       |
| FPU                    | Integrata                                                    | Integrata                                                    | Integrata                                                 | Integrata                                                   | Integrata                                                   | Integrata                                                   |
| L1 Cache               | 64 KB                                                        | 64 KB                                                        | 64 KB                                                     | 64 KB                                                       | 64 KB                                                       | 64 KB                                                       |
| L2/L3 Cache            | 1 MB (L2)                                                    | 256 KB                                                       | 256 KB (L2) 1 MB (L3)                                     | 256 KB (L2) 1 MB (L3)                                       | 256 KB                                                      | 256 KB (L2) 1 MB (L3)                                       |
| Bus                    | 100 Mhz                                                      | 100 MHz 133 MHz                                              | 133 MHz                                                   | 133 MHz                                                     | 133 MHz                                                     | 166 MHz                                                     |
| Slot                   | 1 PC Card I o 1 II                                           | 1 PC Card I o 1 II                                           | 1 PC Card I o 1 II                                        | 1 PC Card I o 1 II                                          | 1 PC Card I o 1 II                                          | 1 PC Card I o 1 II                                          |
| RAM (scheda madre)     | n/d                                                          | n/d                                                          | n/d                                                       | n/d                                                         | 128 MB                                                      | n/d                                                         |
| Espansioni RAM         | Max 1024 MB, 2 slot RAM                                      | Max 1024 MB, 2 slot RAM                                      | Max 1024 MB, 2 slot RAM                                   | Max 1024 MB, 2 slot RAM                                     | Max 640 MB, 1 slot RAM                                      | Max 1024 MB, 2 slot RAM                                     |
| VRAM                   | 8 MB ATI Radeon 128 ultra Mobility                           | 16 MB ATI Radeon 9000 Mobility                               | 32 MB ATI Radeon 7500 Mobility 4X                         | 32 MB ATI Radeon 9000 Mobility                              | 32 MB NVIDIA GeForce4 420 GO                                | 64 MB NVIDIA GeForce4 440 Go 4X                             |
| Video                  | 15,2" TFT matrice attiva 1152 × 854 (24 bit)                 | 15,2" TFT matrice attiva 1152 × 854 (24 bit)                 | 15,2" TFT matrice attiva 1280 × 854 (24 bit)              | 15,2" TFT matrice attiva 1280 × 854 (24 bit)                | 12,1" TFT matrice attiva 1024 × 768 (24 bit)                | 17" TFT matrice attiva 1440 × 900 (24 bit)                  |
| Audio                  | Uscita audio a 16 bit stereo                                 | Uscita audio a 16 bit stereo Ingresso audio a 16 bit stereo  | Uscita audio a 16 bit stereo Ingresso audio a 16 bit mono | Uscita audio a 16 bit stereo Ingresso audio a 16 bit stereo | Uscita audio a 16 bit stereo Ingresso audio a 16 bit stereo | Uscita audio a 16 bit stereo Ingresso audio a 16 bit stereo |
| Porte                  | 2 USB FireWire AirPort (opzionale) Video Composito VGA Modem | 2 USB FireWire AirPort (opzionale) Video Composito VGA Modem | 2 USB FireWire AirPort (opzionale) DVI Modem              | 2 USB FireWire AirPort (opzionale) DVI Modem                | 2 USB FireWire AirPort (opzionale) Video Composito VGA      | 2 USB 1.1 1 FireWire 400 1 FireWire 800                     |
| Comunicazione          | Ethernet 10/100                                              | Ethernet 10/100/1000                                         | Ethernet 10/100/1000                                      | Ethernet 10/100/1000                                        | Ethernet 10/100                                             | Ethernet 10/100/1000 AirPort                                |
| Lettori                | DVD-ROM 6x                                                   | CD-RX DVD-ROM 8x                                             | CD-RW 24x/8x DVD-ROM 8x                                   | DVD-ROM SuperDrive                                          | SuperDrive                                                  | SuperDrive                                                  |
| Hard disk              | 10 GB IDE 30 GB IDE                                          | 20 GB IDE 30 GB IDE 48 GB IDE                                | 30 GB IDE 40 GB IDE                                       | 40 GB IDE 60 GB IDE                                         | 40 GB IDE                                                   | 60 GB IDE                                                   |
| Consumo                | 50 Watt                                                      | 50 Watt                                                      | 55 Watt                                                   | 61 Watt                                                     | 47 Watt                                                     | 55 Watt                                                     |
| Peso                   | 2,4 kg                                                       | 2,4 kg                                                       | 2,4 kg                                                    | 2,45 kg                                                     | 2,45 kg                                                     | 3,1 kg                                                      |
| Dimensioni (A x L x P) | 2,6 × 34,1 × 24,1 cm                                         | 2,6 × 34,1 × 24,1 cm                                         | 2,6 × 34,1 × 24,1 cm                                      | 2,6 × 34,1 × 24,1 cm                                        | 3 × 27,7 × 21,9 cm                                          | 2,6 × 39,2 × 25,9 cm                                        |
| Sistema operativo      | Mac OS 9.1                                                   | Mac OS 9.2                                                   | Mac OS 9.2                                                | Mac OS 9.2                                                  | Mac OS X 10.2                                               | Mac OS X 10.2                                               |
| ROM                    | 1 MB + 3MB caricati in RAM                                   | 1 MB + 3MB caricati in RAM                                   | 1 MB + 3MB caricati in RAM                                | 1 MB + 3MB caricati in RAM                                  | 1 MB + 3MB caricati in RAM                                  | 1 MB + 3MB caricati in RAM                                  |

| Modello                | PowerBook G4 12.1" DVI                                      | PowerBook G4 15" Firewire 800                               | PowerBook G4 17" 1.33 GHz                                   | PowerBook G4 Family                                                                | PowerBook G4 1.5 - 1.67 GHz                                                        | PowerBook G4 Dual Layer SD                                                                      |
| ---------------------- | ----------------------------------------------------------- | ----------------------------------------------------------- | ----------------------------------------------------------- | ---------------------------------------------------------------------------------- | ---------------------------------------------------------------------------------- | ----------------------------------------------------------------------------------------------- |
| Presentazione          | settembre 2003                                              | settembre 2003                                              | settembre 2003                                              | aprile 2004                                                                        | gennaio 2005                                                                       | ottobre 2005                                                                                    |
| Dismissione            | aprile 2004                                                 | aprile 2004                                                 | aprile 2004                                                 | gennaio 2005                                                                       | ottobre 2005                                                                       | aprile 2006                                                                                     |
| Costo                  | 1799 $ (lettore Combo) 1999 $ (lettore SuperDrive)          | 1999 $ (1.0 GHz) 2599 $ (1.25 GHz)                          | 2999 $                                                      | 1599 ÷ 2799 $                                                                      | 1499 ÷ 2699 $                                                                      | 1999 $ (15,2") 2499 $ (17")                                                                     |
| CPU                    | PowerPC 7447                                                | PowerPC 7447                                                | PowerPC 7447                                                | PowerPC 7447a                                                                      | PowerPC 7455                                                                       | PowerPC 7455                                                                                    |
| Frequenza CPU          | 1 GHz                                                       | 1 GHz 1,25 GHz                                              | 1,33 GHz                                                    | 1,33 GHz 1,5 GHz                                                                   | 1,5 GHz 1,67 GHz                                                                   | 1,5 GHz 1,67 GHz                                                                                |
| FPU                    | Integrata                                                   | Integrata                                                   | Integrata                                                   | Integrata                                                                          | Integrata                                                                          | Integrata                                                                                       |
| L1 Cache               | 64 KB                                                       | 64 KB                                                       | 64 KB                                                       | 64 KB                                                                              | 64 KB                                                                              | 64 KB                                                                                           |
| L2/L3 Cache            | 512 KB                                                      | 512 KB                                                      | 512 KB                                                      | 512 KB                                                                             | 512 KB                                                                             | 512 KB                                                                                          |
| Bus                    | 166 MHz                                                     | 166 MHz                                                     | 166 MHz                                                     | 166 MHz                                                                            | 166 MHz                                                                            | 166 MHz                                                                                         |
| Slot                   | 1 PC Card I o 1 II                                          | 1 PC Card I o 1 II                                          | 1 PC Card I o 1 II                                          | 1 PC Card I o 1 II                                                                 | 1 PC Card I o 1 II                                                                 | 1 PC Card I o 1 II                                                                              |
| RAM (scheda madre)     | 256 MB                                                      | n/d                                                         | n/d                                                         | n/d                                                                                | n/d                                                                                | n/d                                                                                             |
| Espansioni RAM         | Max 1256 MB, 1 slot RAM                                     | Max 2048 MB, 2 slot RAM                                     | Max 2048 MB, 2 slot RAM                                     | Max 2048 MB, 2 slot RAM                                                            | Max 2048 MB, 2 slot RAM                                                            | Max 2048 MB, 2 slot RAM                                                                         |
| VRAM                   | 32 MB NVIDIA GeForce FX Go5200                              | 64 MB ATI Mobility Radeon 9600                              | 64 MB ATI Mobility Radeon 9600                              | 64 MB ATI Mobility Radeon 9700                                                     | NVIDIA GeForce FX Go5200 64MB ATI Mobility Radeon 9700 64/128MB                    | NVIDIA GeForce FX Go5200 64MB ATI Mobility Radeon 9700 128MB                                    |
| Video                  | 12,1" TFT matrice attiva 1024 × 768 (24 bit)                | 15,2" TFT matrice attiva panoramico 1280 × 854 (24 bit)     | 17,1" TFT matrice attiva 1440 × 900 (24 bit)                | 12,1"/15,2"/17,1" TFT matrice attiva 1024 × 768 / 1280 × 854 / 1440 × 900 (24 bit) | 12,1/15,2/17" TFT matrice attiva 1024 × 768 / 1280 × 854 / 1440 × 900 (24 bit)     | 12,1/15,2/17" TFT matrice attiva 1024 × 768 / 1440 × 960 / 1680 × 1050 (24 bit)                 |
| Audio                  | Uscita audio a 16 bit stereo Ingresso audio a 16 bit stereo | Uscita audio a 16 bit stereo Ingresso audio a 16 bit stereo | Uscita audio a 16 bit stereo Ingresso audio a 16 bit stereo | Uscita audio a 16 bit stereo Ingresso audio a 16 bit stereo                        | Uscita audio a 16 bit stereo Ingresso audio a 16 bit mono                          | Uscita audio a 16 bit stereo Ingresso audio a 16 bit mono                                       |
| Porte                  | 2 USB 2.0 FireWire AirPort Video Composito DVI Modem        | 2 USB 2.0 FireWire 800 AirPort Video Composito DVI Modem    | 2 USB FireWire 800 AirPort Video Composito VGA Modem        | 2 USB 2.0 FireWire 800 AirPort (opzionale) Video Composito VGA                     | USB 2 FireWire 1/2 AirPort Bluetooth 2.0                                           | USB 2.0 FireWire 400 (tutti) e 800 (15,2" e 17")                                                |
| Comunicazione          | Ethernet 10/100/1000                                        | Ethernet 10/100/1000                                        | Ethernet 10/100/1000                                        | Ethernet 10/100                                                                    | Ethernet 10/100/1000 Modem                                                         | Modem 56 K V.92 Ethernet 10/100 su tutti, Gigabit Wireless: AirPort Extreme Bluetooth 2.0 + EDR |
| Lettori                | Combo SuperDrive                                            | CD-RX/DVD-RW                                                | CD-RX/DVD-RW                                                | SuperDrive                                                                         | DVD-ROM CD-RW SuperDrive                                                           | Superdrive 8x (Dual Layer su 15" e 17")                                                         |
| Hard disk              | 40 GB IDE                                                   | 60 GB IDE 80 GB IDE                                         | 80 GB IDE                                                   | 60 GB IDE 80 GB IDE                                                                | 60 GB IDE 80 GB IDE 100 GB IDE                                                     | 80/100/120 GB IDE 5400 rpm (disco 100 GB 7200 rpm opzionale su 15" e 17")                       |
| Consumo                | 47 Watt                                                     | 65 Watt                                                     | 65 Watt                                                     | 65 Watt                                                                            | 65 Watt                                                                            | 65 Watt                                                                                         |
| Peso                   | 2,1 kg                                                      | 2,5 kg                                                      | 3,1 kg                                                      | 2,5 kg                                                                             | 2,1 kg (12,1") 2,5 kg (15,2") 3,1 kg (17")                                         | 2,1 kg (12,1") 2,5 kg (15,2") 3,1 kg (17")                                                      |
| Dimensioni (A x L x P) | 3 × 27,7 × 21,9 cm                                          | 2,8 × 34,8 × 24,1 cm                                        | 2,6 × 39,2 × 25,9 cm                                        | 2,8 × 34,8 × 24,1 cm                                                               | 3 × 27,7 × 21,9 cm (12,1") 2.8 × 34.8 × 24.1 cm (15,2") 2.6 × 39.2 × 25.9 cm (17") | 3 × 27,7 × 21,9 cm (12,1") 2.8 × 34.8 × 24.1 cm (15,2") 2.6 × 39.2 × 25.9 cm (17")              |
| Sistema operativo      | Mac OS X 10.3                                               | Mac OS X 10.3                                               | Mac OS X 10.3                                               | Mac OS X 10.3                                                                      | Mac OS X 10.3                                                                      | Mac OS X 10.3                                                                                   |
| ROM                    | 1 MB + 3MB caricati in RAM                                  | 1 MB + 3MB caricati in RAM                                  | 1 MB + 3MB caricati in RAM                                  | 1 MB + 3MB caricati in RAM                                                         | 1 MB + 3MB caricati in RAM                                                         | 1 MB + 3MB caricati in RAM                                                                      |